# Boddington Shire
Koordinaten: 32° 48′ S, 116° 28′ O

Das Shire of Boddington ist ein lokales Verwaltungsgebiet (LGA) im australischen Bundesstaat Western Australia. Das Gebiet ist 1901 km² groß und hat etwa 1850 Einwohner (2016).
Boddington liegt im Südwesten des Staates etwa 110 km südöstlich der Hauptstadt Perth. Der Sitz des City Councils befindet sich in der Ortschaft Boddington im Osten der LGA, wo etwa 1150 Einwohner leben (2016).

## Verwaltung
Der Boddington Council hat sieben Mitglieder. Sie werden von allen Bewohnern des Shires gewählt. Boddington ist nicht in Bezirke unterteilt. Aus dem Kreis der Councillor rekrutiert sich auch der Vorsitzende des Councils (Shire President).